# George Patterson (hockey sur glace)
Pour les articles homonymes, voir George Patterson et Patterson.
George Franklin Patterson (né le 22 mai 1906 à Kingston, dans la province de l'Ontario, au Canada et mort le 20 janvier 1977) est un joueur professionnel canadien de hockey sur glace qui évoluait au poste d'ailier droit.

## Biographie
Patterson, surnommé Paddy, signe son premier contrat professionnel le 21 septembre 1926 avec les Tigers de Hamilton dans la Canadian Professional Hockey League. Le 1er février 1927, il est échangé aux Saint-Patricks de Toronto de la Ligue nationale de hockey contre 5 000 dollars et le prêt d'Al Pudas. Le 14 février, Conn Smythe rachète les Saint-Patricks change leur nom en Maple Leafs et trois jours plus tard, Patterson, devient le premier buteur de la nouvelle franchise. L'année suivante il est échangé aux Canadiens de Montréal, puis aux Bruins de Boston un an plus tard. Soumis au ballotage, il est réclamé par les Americans de New York le 23 octobre 1929. Au cours une fête avec son équipe, en 1931, il se casse le bras pendant une course de chevaux et manque le reste de la saison ce qui coûte une place en séries à son équipe. Patterson prend part à cinq saisons avec les Americans avant de continuer sa carrière dans la LNH avec les Bruins, les Red Wings de Détroit et enfin les Eagles de Saint-Louis. Il termine sa carrière professionnelle en jouant dix ans dans des ligues mineurs et prend sa retraite en 1945. Il meurt le 20 janvier 1977 et est enterré à Kingston.

## Statistiques
| Saison     | Équipe                                | Ligue      |     | Saison régulière | Saison régulière | Saison régulière | Saison régulière | Saison régulière |   | Séries éliminatoires | Séries éliminatoires | Séries éliminatoires | Séries éliminatoires | Séries éliminatoires |
| Saison     | Équipe                                | Ligue      | PJ  | B                | A                | Pts              | Pun              | PJ               | B | A                    | Pts                  | Pun                  |                      |                      |
| 1925-1926  | Greenshirts de Kitchener              | OHA-Jr.    |     |                  |                  |                  |                  |                  |   |                      |                      |                      |                      |                      |
| 1926-1927  | Tigers de Hamilton                    | Can-Pro    | 23  | 14               | 3                | 17               | 30               |                  |   |                      |                      |                      |                      |                      |
| 1926-1927  | Saint-Patricks/Maple Leafs de Toronto | LNH        | 17  | 4                | 2                | 6                | 17               |                  |   |                      |                      |                      |                      |                      |
| 1927-1928  | Maple Leafs de Toronto                | LNH        | 12  | 1                | 0                | 1                | 14               |                  |   |                      |                      |                      |                      |                      |
| 1927-1928  | Ravinas de Toronto                    | Can-Pro    | 16  | 7                | 0                | 7                | 37               |                  |   |                      |                      |                      |                      |                      |
| 1927-1928  | Canadiens de Montréal                 | LNH        | 16  | 0                | 1                | 1                | 0                |                  |   |                      |                      |                      |                      |                      |
| 1928-1929  | Canadiens de Montréal                 | LNH        | 44  | 4                | 5                | 9                | 34               | 3                | 0 | 0                    | 0                    | 2                    |                      |                      |
| 1929-1930  | Americans de New York                 | LNH        | 39  | 13               | 4                | 17               | 24               |                  |   |                      |                      |                      |                      |                      |
| 1930-1931  | Americans de New York                 | LNH        | 44  | 8                | 6                | 14               | 67               |                  |   |                      |                      |                      |                      |                      |
| 1931-1932  | Americans de New York                 | LNH        | 20  | 6                | 0                | 6                | 26               |                  |   |                      |                      |                      |                      |                      |
| 1931-1932  | Eagles de New Haven                   | Can-Am     | 25  | 17               | 10               | 27               | 33               | 2                | 2 | 0                    | 2                    | 12                   |                      |                      |
| 1932-1933  | Americans de New York                 | LNH        | 41  | 12               | 7                | 19               | 26               |                  |   |                      |                      |                      |                      |                      |
| 1933-1934  | Americans de New York                 | LNH        | 13  | 3                | 0                | 3                | 6                |                  |   |                      |                      |                      |                      |                      |
| 1933-1934  | Bruins de Boston                      | LNH        | 10  | 0                | 1                | 1                | 2                |                  |   |                      |                      |                      |                      |                      |
| 1933-1934  | Cubs de Boston                        | Can-Am     | 17  | 7                | 3                | 10               | 15               | 5                | 0 | 2                    | 2                    | 2                    |                      |                      |
| 1934-1935  | Red Wings de Détroit                  | LNH        | 7   | 0                | 0                | 0                | 0                |                  |   |                      |                      |                      |                      |                      |
| 1934-1935  | Olympics de Détroit                   | LIH        | 3   | 0                | 0                | 0                | 2                |                  |   |                      |                      |                      |                      |                      |
| 1934-1935  | Eagles de Saint-Louis                 | LNH        | 21  | 0                | 1                | 1                | 2                |                  |   |                      |                      |                      |                      |                      |
| 1934-1935  | Bisons de Buffalo                     | LIH        | 25  | 10               | 9                | 19               | 56               |                  |   |                      |                      |                      |                      |                      |
| 1935-1936  | Bisons de Buffalo                     | LIH        | 48  | 7                | 11               | 18               | 31               | 1                | 0 | 0                    | 0                    | 2                    |                      |                      |
| 1936-1937  | Bisons de Buffalo                     | IAHL       | 11  | 2                | 1                | 3                | 16               |                  |   |                      |                      |                      |                      |                      |
| 1936-1937  | Millers de Minneapolis                | AHA        | 35  | 19               | 17               | 36               | 35               | 6                | 8 | 2                    | 10                   | 6                    |                      |                      |
| 1937-1938  | Millers de Minneapolis                | AHA        | 48  | 25               | 34               | 59               | 46               | 7                | 1 | 4                    | 5                    | 0                    |                      |                      |
| 1938-1939  | Barons de Cleveland                   | IAHL       | 53  | 11               | 5                | 16               | 20               | 9                | 1 | 1                    | 2                    | 0                    |                      |                      |
| 1939-1940  | Eagles de New Haven                   | IAHL       | 54  | 25               | 27               | 52               | 42               | 3                | 2 | 2                    | 4                    | 2                    |                      |                      |
| 1940-1941  | Eagles de New Haven                   | LAH        | 45  | 19               | 33               | 52               | 33               | 2                | 0 | 0                    | 0                    | 0                    |                      |                      |
| 1941-1942  | Eagles de New Haven                   | LAH        | 28  | 9                | 16               | 25               | 18               | 2                | 0 | 1                    | 1                    | 2                    |                      |                      |
| 1942-1943  | Eagles de New Haven                   | LAH        | 26  | 10               | 12               | 22               | 2                |                  |   |                      |                      |                      |                      |                      |
| 1942-1943  | Capitals d'Indianapolis               | LAH        | 23  | 9                | 19               | 28               | 6                | 7                | 1 | 4                    | 5                    | 0                    |                      |                      |
| 1943-1944  | Bears de Hershey                      | LAH        | 48  | 15               | 31               | 46               | 16               | 7                | 1 | 1                    | 2                    | 4                    |                      |                      |
| 1944-1945  | Bears de Hershey                      | LAH        | 24  | 9                | 13               | 22               | 5                |                  |   |                      |                      |                      |                      |                      |
| 1944-1945  | Reds de Providence                    | LAH        | 30  | 17               | 20               | 37               | 4                |                  |   |                      |                      |                      |                      |                      |
| Totaux LNH | Totaux LNH                            | Totaux LNH | 284 | 51               | 27               | 78               | 218              | 3                | 0 | 0                    | 0                    | 2                    |                      |                      |